# کیویی‌ام‌یو
کیویی‌ام‌یو (به انگلیسی: QEMU) یک نرم‌افزار مجازی‌ساز از نوع مجازی‌سازی سخت‌افزاری است که به صورت یک نرم‌افزار آزاد توسعه داده می‌شود. این برنامه در ابتدا توسط فابریس بلارد نوشته شد و تحت پروانه جی‌پی‌ال منتشر می‌شود. البته قسمت‌های مختلفی از کدهای این برنامه تحت پروانه‌های بی‌اس‌دی، ال‌جی‌پی‌ال و دیگر پروانه‌های سازگار با جی‌پی‌ال منتشر می‌شوند. این برنامه قادر است وضعیت فعلی ماشین را در جایی ذخیره و سپس بازگردانی کند، بطوریکه تمامی برنامه‌های در حال اجرا حفظ شوند. همچنین این برنامه از سکوهای زیادی پشتیبانی می‌کند که از جمله آنها عبارتند از آی‌ای-۳۲، x86-64، MIPS, SPARC, ARM, PowerPC و … ماشین مجازی می‌تواند رابط‌های سخت‌افزاری مختلفی از جمله انواع رابط‌های شبکه، صدا، تصویر، سی‌دی‌رام و دیسک سخت و … داشته باشد. همچنین قالب پرونده‌ای که این برنامه برای هارد دیسک‌ها استفاده می‌کند، qcow نام دارد.